# Hermann Krekeler

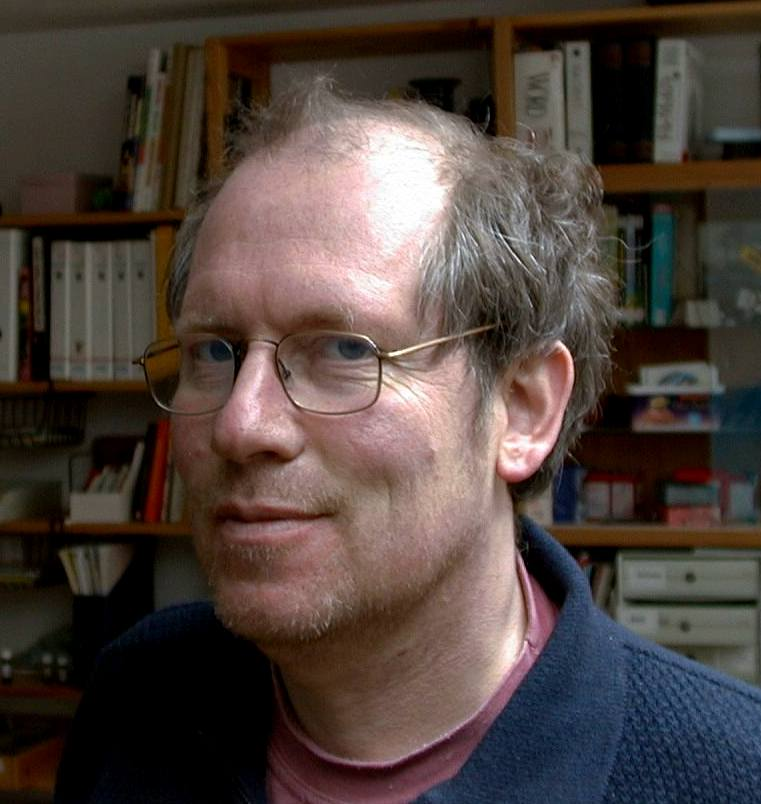
Hermann Krekeler

Hermann Krekeler (* 1951 in Höxter) ist ein deutscher Schul-, Sach- und Experimentierbuchautor. Darüber hinaus veröffentlicht er Geschichten und Ratgeber und arbeitet als freier Schriftsteller für diverse Verlage. Er war Redakteur bei der Elternzeitschrift „spielen und lernen“ (Velber Verlag).

## Biographie
Hermann Krekeler wuchs in Höxter auf, besuchte ein anthroposophisches Internat und begann dann ein Studium an der Hochschule für bildende Künste Hamburg. Später studierte er Pädagogik an der Universität Hamburg, an der er anschließend promovierte. Nach langjähriger Arbeit als Redakteur beim Velber Verlag machte er sich selbstständig.

## Werke
- Chaos im Kinderzimmer – Wenn Kinder nicht aufräumen wollen, Kösel, München 1995, ISBN 978-3-466-30391-5
- Experimente mit den vier Elementen. Ravensburger Buchverlag, 2001
- Experimente für alle Sinne – Sehen, Hören, Riechen, Schmecken, Tasten, Körperwahrnehmung, Ravensburger Buchverlag, Ravensburg 2004, ISBN 978-3-473-35850-2
- Tolle Experimente für Kinder, Ravensburger Buchverlag, Ravensburg 2004, ISBN 978-3-473-37862-3
- mit Gerswintha Kirstein: So werden Kinder klug – Die Sinne wecken den Verstand, Belz, Weinheim; Basel 2005, ISBN 3-407-22869-4
- Conni am Strand – Spiel. Kosmos Spiele, 2006
- Die kleinen Entdecker – Forschungsreisen zu Hause. Spannende Experimente, Herder, Freiburg i. Br.; Basel; Wien 2007, ISBN 978-3-451-05759-5
- Kosmos Experimente für Anfänger, Kosmos, Stuttgart 2007, ISBN 978-3-440-10767-6
- Kosmos Experimente für Fortgeschrittene. Von elektronischen Kräften und magnetischen Feldern, Kosmos, Stuttgart 2007, ISBN 3-440-11183-0
- Spannende Experimente: Naturwissenschaft spielend erlernen, Ravensburger Buchverlag, Ravensburg 2008, ISBN 978-3-473-55625-0

## Auszeichnungen
- 2004 erhielt er für „Experimente für alle Sinne“ den LesePeter.
- 2008 Preisträger im Wettbewerb: Mathe erleben! im Wissenschaftsjahr 2008
- 2023 „blauer Löwe“ – der Kulturpreis des Landkreises Harburg wurde ihm als Würdigung seiner integrativen Kulturarbeit der „Kulturbäckerei“ verliehen